# Baiguo (Pan)
Baiguo (柏果镇,  Bǎiguǒ Zhèn) ist eine Großgemeinde im Kreis Pan (盘县) der bezirksfreien Stadt Liupanshui in der chinesischen Provinz Guizhou.
Die nach der Großgemeinde benannte Shuicheng-Baiguo-Bahn (Shui-Bai tielu) führt durch die Steinkohle-Bergwerksgebiete Liupanshuis in Richtung Shuicheng.

## Administrative Gliederung
Baiguo setzt sich aus einer Einwohnergemeinschaft und 40 Dörfern zusammen. Diese sind:
| Einwohnergemeinschaft Baiguo (柏果居委会), Regierungssitz der Großgemeinde; Dorf Aka (阿卡村); Dorf Baiguo (柏果村); Dorf Baojia (包家村); Dorf Beila (被拉村); Dorf Bizhong (比中村); Dorf Dazhai (大寨村); Dorf Diemai (迭脉村); Dorf Dongfeng (东风村); Dorf Dongsheng (东升村); Dorf Duoga (堕嘎村); Dorf Duoqiu (堕丘村); Dorf Fatu (法土村); Dorf Hetao (核桃村); Dorf Hongqi (红旗村); Dorf Hongwei (红卫村); Dorf Jichanghe (鸡场河村); Dorf Jiguang (继光村); Dorf Lannigou (烂泥沟村); Dorf Laowuji (老屋基村); | Dorf Lianqiang (联强村); Dorf Lianying (联营村); Dorf Luojiadi (罗家地村); Dorf Maguohe (马过河村); Dorf Meipo (煤坡村); Dorf Meitangou (煤炭沟村); Dorf Minzhu (民主村); Dorf Nishui (泥水村); Dorf Qingping (清坪村); Dorf Qingshuihe (清水河村); Dorf Samitian (洒米田村); Dorf Shengou (深沟村); Dorf Songshu (松树村); Dorf Tongchanggou (铜厂沟村); Dorf Tuanjie (团结村); Dorf Tucheng (土城村); Dorf Xiaozhai (小寨村); Dorf Yanjiao (岩脚村); Dorf Yantouzhai (岩头寨村); Dorf Yezu (业租村); Dorf Zhuyantong (竹烟屯村); |

Koordinaten: 26° 1′ N, 104° 31′ O